# Municipio de Scott (Misuri)
El municipio de Scott (en inglés: Scott Township) es un municipio ubicado en el condado de Taney en el estado estadounidense de Misuri. En el año 2010 tenía una población de 6500 habitantes y una densidad poblacional de 28 personas por km².

## Geografía
El municipio de Scott se encuentra ubicado en las coordenadas 36°34′37″N 93°8′46″O / 36.57694, -93.14611. Según la Oficina del Censo de los Estados Unidos, el municipio tiene una superficie total de 232.16 km², de la cual 223,37 km² corresponden a tierra firme y (3,79 %) 8,79 km² es agua.

## Demografía
Según el censo de 2010, había 6500 personas residiendo en el municipio de Scott. La densidad de población era de 28 hab./km². De los 6500 habitantes, el municipio de Scott estaba compuesto por el 93,69 % blancos, el 0,95 % eran afroamericanos, el 0,66 % eran amerindios, el 0,51 % eran asiáticos, el 1,38 % eran de otras razas y el 2,8 % eran de una mezcla de razas. Del total de la población el 4,69 % eran hispanos o latinos de cualquier raza.